# Cống Sơn
Huyện tự trị dân tộc Độc Long và dân tộc Nộ Cống Sơn (贡山独龙族怒族自治县; bính âm: Gòngshān dúlóngzú nùzú Zìzhìxiàn) là một đơn vị hành chính thuộc châu tự trị dân tộc Lật Túc Nộ Giang thuộc tỉnh Vân Nam, Trung Quốc.

## Di sản
- Tam Giang Tịnh Lưu - Di sản thế giới của Unesco

## Trấn
- Tỳ Khai 茨開鎮

## Hương
- Bính Trung Lạc 丙中洛乡
- Bổng Đả/Bổng Tả 捧打乡
- Phổ Lạp Để 普拉底乡
- Độc Long Giang 独龙江乡。